# Keepvogel

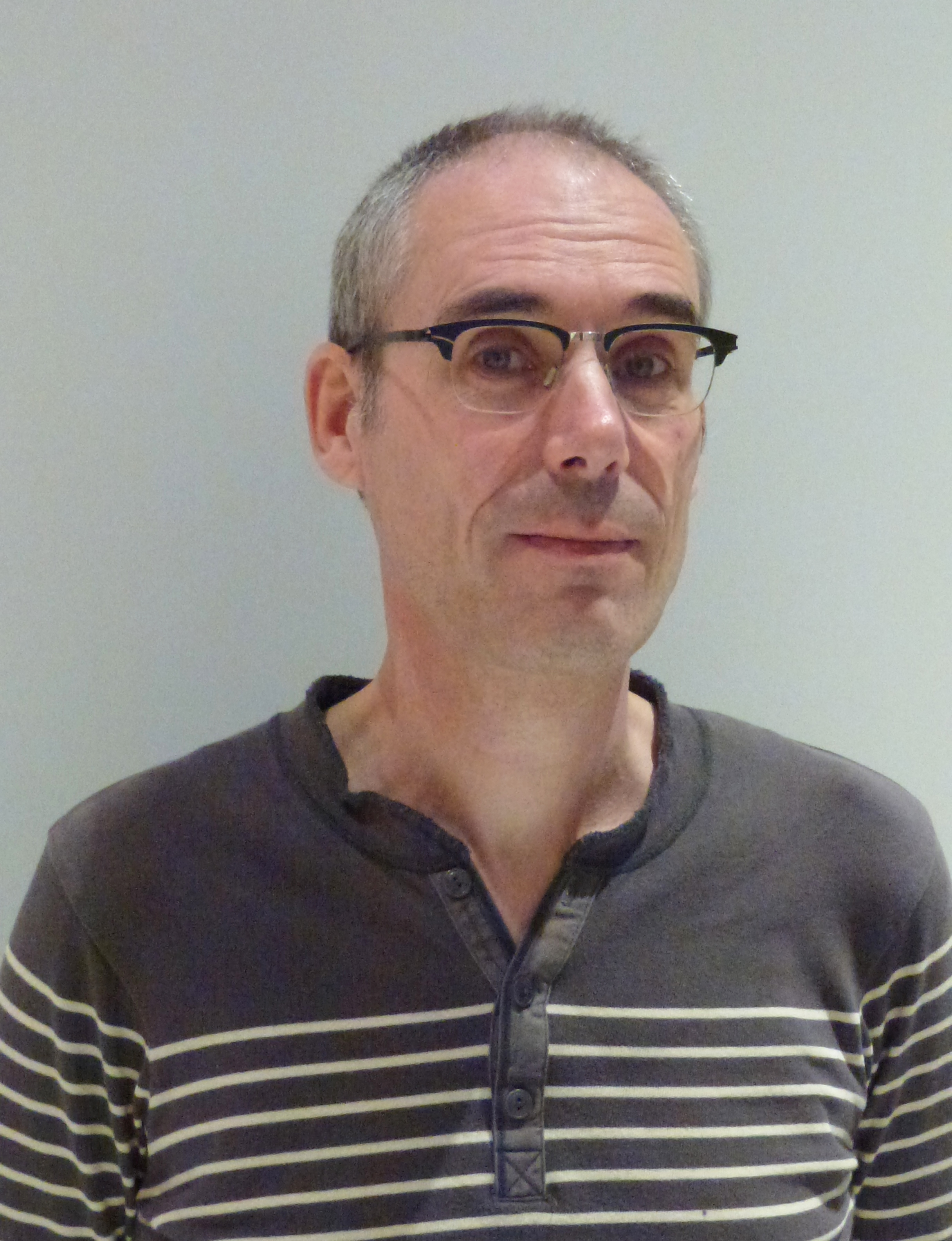
Wouter van Reek in 2015

Keepvogel is een handgetekende computeranimatieserie van Wouter van Reek die werd uitgezonden door Villa Achterwerk vanaf 4 maart 2000.
Keepvogel is de hoofdpersoon. Hij is een loopvogel die een rode cape draagt.
Hij woont samen met zijn vriend de hond Lupus Wolfram Tungsten in een hutje op de Lege Vlakte.
Keepvogel is dol op vlierbessen en hij eet ze vaak. Tungsten heeft liever pannenkoeken.
Keepvogels beste vrienden zijn Tungsten en Stookvogel.
Stookvogel doet vaak stoer en heeft een motor. De officiële naam van Tungsten is Lupus Wolfram Tungsten, maar hij noemt zichzelf Hond van Avontuur.

## Afleveringen
1. Terra Incognita
Het is koud en het brandhout is op. Keepvogel gaat even snel wat hout sprokkelen, ziet steeds iets betere takken verderop liggen en ontmoet hij Lupus Wolfram Tungsten.
2. Sneeuwpop
Keepvogel maakt een sneeuwpop en begint daar een sneeuwballengevecht mee. De sneeuwpop wordt kwaad, verjaagt Keepvogel en pikt zijn huisje in. 
3. Vlieger
Keepvogel leest in zijn uitvindingenboek over vliegers. Hij maakt er zelf ook een. Tungsten wil meedoen, als Hond Van Avontuur. Maar hij vliegt meteen de lucht in.
4. Uitvinding
Keepvogel en Tungsten gaan een geniale uitvinding doen voor achter in het uitvindingenboek. Iets heel simpels waar toch nooit eerder iemand aan gedacht heeft.
5. Saai / Op Reis
Het is een hele saaie dag. Keepvogel en Tungsten besluiten dan zelf maar op avontuur te gaan.
Keepvogel vindt dat je zo goed mogelijk voorbereid moet zijn op zo'n expeditie.
6. Broogbeer
Keepvogel gaat vlierbessen plukken. Als hij een emmer vol heeft komt Broogbeer en ruilt de emmer ongevraagd voor een glas kroosbier. 
7. Uitkijktoren
Keepvogel heeft een tube lijm. Dat is mooi spul. Hij lijmt van alles. Ook de kapotte schoorsteen. Zo komt hij op het idee om een oud tafeltje op het dak te lijmen als uitkijkpost. 
8. Pannenkoeken
Keepvogel kan niet slapen. Tungsten wil pannenkoeken gaan bakken. Keepvogel wil juist slapen.
9. Zevenslaper
Keepvogel en Tungsten zijn vlierbessen aan het plukken. Ze gaan naar het zevenslaperseiland, dat is vast een hele goede plek. Keepvogel gaat een ruïne in en komt ongewild in de droom van de zevenslaper terecht.
10. Ondersteboven
Het is een hele saaie dag. Keepvogel verveelt zich verschrikkelijk. Al ijsberend raakt Keepvogel op het plafond verzeild. Hartstikke leuk, maar hoe komt hij er weer vanaf?
11. Heersbeestje
Tungsten ziet een onze lieve heersbeestje. Het blijkt een Heersbeestje te zijn. Het Heersbeestje legt uit dat het eigenlijk oneerlijk is dat de grote dieren altijd de baas spelen en alles vertrappen. 
12. Zonnebril
Keepvogel zit te lezen in zijn grote uitvindingenboek. Tungsten is zonnebrillen aan het passen en stoort hem steeds.  Keepvogel trapt per ongeluk de zonnebrillen van Tungsten kapot. 
Keepvogel probeert ze te repareren, maar dat wordt steeds moeilijker.
13. Bezoek
Keepvogel krijgt een brief van een verre tante die na 7 jaar op bezoek komt.
Ze bakken 7 taarten en maken alles, maar dan ook alles heel erg goed schoon.
14. Noodweer
Het is verschrikkelijk rotweer, maar het brandhout is op. Keepvogel stuurt Tungsten eropuit. Maar het duurt zo lang dat Keepvogel ongerust wordt en Tungsten gaat redden. 
15. Opstoken
Keepvogel en Tungsten maken een tocht door de sneeuw. Tungsten wordt zo koud dat hij ziek wordt. Keepvogel probeert hem weer warm te krijgen en stookt de kachel op turbo-stand.
16. Witsaus
Tungsten weet een hele goede plek om bessen te plukken. Maar het blijken vieze, witte bessen te zijn.
17. Nonagintiljoen
Tungsten en Keepvogel scheppen tegen elkaar op over wie de meeste bessen gaat plukken.
Dat zet Keepvogel aan het denken over tot hoever je eigenlijk kan tellen en wat er daarna komt.
18. De Stokjes Van Het Bos
Keepvogel ontdekt dat de onopvallend op de grond liggende stokjes in het bos onderdelen zijn van een onbekend en enorm groot apparaat dat hij gaat herstellen.
19. Op Zee
Keepvogel en Tungsten gaan naar het strand. Tungsten wil pootje baden, maar Keepvogel bouwt een vlot om naar de horizon te varen.
20. Het Bittere Bos
Tungsten wil naar buiten, op avontuur, terwijl Keepvogel binnen zit te tekenen. Keepvogel vertelt wat hij tekent en het verhaal wordt steeds spannender, tot Tungsten ook niet meer op avontuur durft.
21. Het Diepste Gat
Keepvogel graaft een heel erg diep gat om te kijken wat er onder de grond zit. Tot zijn verbazing komt hij aan de andere kant van de wereld uit, waar alles ondersteboven is.
22. Tungstens Tekening
Keepvogel en Tungsten zijn aan het tekenen. Ze stellen zich zo goed voor dat ze zijn op de plek die ze tekenen, dat het wel lijkt of ze daar echt zijn. 
23. Kijktaart
Keepvogel bakt een geweldige taart en Tungsten nodigt enkele gasten uit. Omdat allerlei ingrediënten niet te vinden zijn neemt Keepvogel steeds iets anders. 
24. Verkleintang
Het dak lekt. Keepvogel en Tungsten zijn het niet eens over de beste manier om het te repareren. Keepvogel gaat aan de slag. 
25. Avontuur
Tungsten wil op avontuur, maar Keepvogel heeft geen zin. Tungsten vindt Keepvogel maar een saaie piet en gaat alleen. Keepvogel twijfelt: Ben ik saai?  
26. Rondom
Keepvogel heeft hout voor de winter gehakt en is doodop. Dan komt er een wereldreiziger op een motor langs. Tungsten en Keepvogel mogen één rondje op de motor rijden
27. De Wereld Is Rond. Of Niet?
Keepvogel, Stookvogel en Tungsten zijn het er niet over eens: is de wereld plat of rond?
28. Stookvogels Droom
Als Stookvogel ziek in bed ligt, nemen Keepvogel en Tungsten een kijkje bij zijn motor.
29. Onbekend Gebied
Keepvogel komt op het geweldige idee om een nieuw land te gaan ontdekken. Maar welke kant moet je op?
30. Gedachtenbreiwerk
Keepvogel gaat een uitvinding doen waar hij zelf slimmer van wordt
31. De Stoere Tocht
Keepvogel gaat met Stookvogel mee op een Stoere Tocht, maar Tungsten vindt dat kinderachtig en gaat zelf écht op avontuur.
32. Opruimen
Keepvogel ruimt de boel eens goed op en Tungsten helpt enorm mee. Maar op de een of andere manier lijkt het wel alsof ze nooit verder komen.